# Batalla de Leuctra
La batalla de Leuctra (6 de julio de 371 a. C.) fue un enfrentamiento entre Tebas y Esparta, acompañados de sus aliados respectivos, que en general se engloba entre los conflictos que se sucedieron después de la guerra del Peloponeso y la guerra de Corinto. La batalla tuvo lugar en los terrenos cercanos a Leuctra, un pueblo de Beocia.
Terminó con la victoria tebana gracias a las innovadoras tácticas de su comandante, Epaminondas. La batalla supuso el comienzo de la hegemonía tebana y el comienzo del fin de la influencia política de Esparta.

## Preludio
A comienzos del siglo IV a. C., las ciudades de Tebas y Esparta estaban enfrentadas políticamente con choques bélicos esporádicos provocados por el hecho de que Esparta intentaba mantener su posición como ciudad-estado griega predominante, mientras que los tebanos luchaban por expandir su propia influencia. Uno de los principales asuntos que enfrentaban a las dos facciones era la región de Beocia, que se encontraba bajo la influencia política de Tebas.
La disputa estalló cuando una coalición de ciudades-estado de Beocia apeló a Esparta para que les liberase del control político de Tebas. Los espartanos exigieron que los tebanos retirasen a su ejército de ocupación, pero éstos se negaron, por lo que el rey espartano Cleómbroto I marchó a la guerra desde Focea.
En lugar de tomar la ruta más fácil hacia Beocia a través de un desfiladero, los espartanos marcharon cruzando los montes, llegando por sorpresa y tomando una fortaleza y doce trirremes tebanas antes de que nadie se diese cuenta de su presencia. Fue ahí en donde el ejército del Peloponeso, compuesto por unos 10 000 hoplitas, se enfrentó al de Beocia (de 6000 a 7000 soldados). A pesar de la inferioridad numérica y de la dudosa lealtad de los aliados beocios, Epaminondas aceptó luchar en el campo de batalla frente a la ciudad.

## La batalla

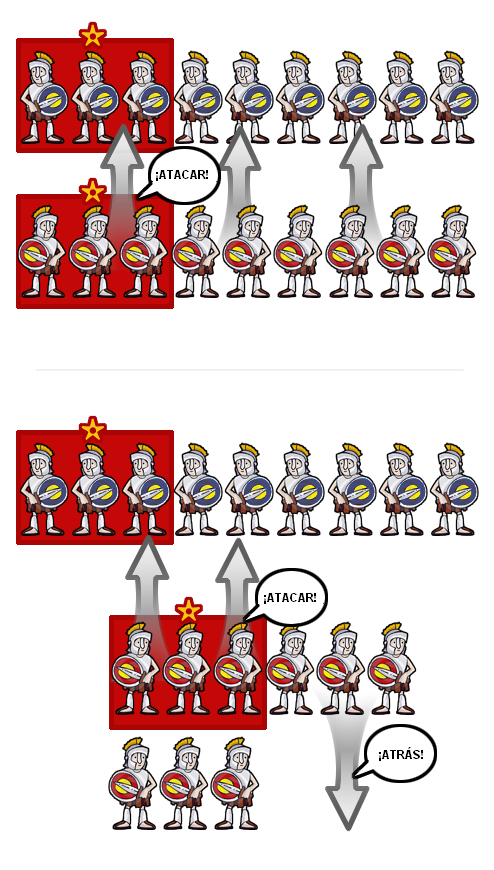
En la parte superior se describe el orden de batalla hoplita habitual, mientras que en la parte inferior aparece la estrategia de Epaminondas en Leuctra. El ala izquierda, más fuerte, avanza, mientras que la débil ala derecha retrocede. Los bloques rojos muestran la localización de las tropas de élite en cada falange.

La batalla dio comienzo con los peltastas mercenarios espartanos (hostigadores armados con jabalinas) atacando y haciendo huir del campamento beocio a los acompañantes y a otras personas que no deseaban luchar. A continuación se produjo un enfrentamiento de las caballerías de ambos bandos, en la que los tebanos lograron expulsar a sus enemigos del campo de batalla.
Inicialmente, la infantería espartana se vio descolocada cuando la huida de su caballería interrumpió el intento de Cleómbroto I de superar a la falange tebana por los flancos, y se encontraron a su vez atacados por el flanco por Pelópidas y el Batallón Sagrado de Tebas. Fue entonces cuando tuvo lugar el encuentro decisivo entre las principales fuerzas de Tebas y Esparta.
La práctica habitual de los espartanos (y, en general, de todas las batallas hoplíticas en la Antigua Grecia) era establecer una masa compacta de infantería pesada, denominada falange, de 8 a 12 filas de hombres. Se consideraba que ahí se encontraba el equilibrio entre la profundidad (y el empuje que suponía) y la longitud (espacio que podía cubrir la primera línea de la falange). La infantería avanzaría en bloque de forma que el ataque resultase en un impacto de toda la falange contra el enemigo.
Por otro lado, la falange tenía tendencia al avanzar de desplazarse hacia la derecha, debido a que al cargar con la lanza en la mano derecha y el escudo en la izquierda, los soldados buscan inconscientemente la protección del escudo del soldado que se encuentra a su derecha. Los comandantes griegos normalmente combatían este efecto situando a sus tropas con mayor experiencia y de más renombre en el ala derecha (para contener el movimiento), mientras que las tropas más débiles o novatas se situaban a la izquierda.
En cambio, Epaminondas colocó a sus tropas de una forma completamente distinta a la tradicional. Situó a toda su caballería y a una columna de cincuenta hombres de profundidad de infantería tebana (la de élite, en su caso) en su ala izquierda, y envió a esta masa de soldados directamente contra el ala derecha de Esparta. Por su parte, el centro y el ala derecha de su formación eran mucho menos profundas y más débiles, pero se situaron de forma que fueran retrocediendo para estar cada vez más a la derecha y en la retaguardia de la columna principal, en una formación oblicua.
Los hoplitas se encontraron, y la formación tradicional de doce líneas de profundidad de Esparta comprobó que no era capaz de aguantar el impacto de la columna de cincuenta hombres que habían colocado contra ellos. Hubo un breve encuentro en el que los espartanos trataban de mantener atrás la masa gigantesca de tebanos y del Batallón Sagrado hasta que fueron barridos por la columna. El ala derecha espartana fue derrotada con bajas de unos 1000 hombres, de los cuales 400 eran espartiatas (tropas de élite de ciudadanos espartanos), y entre los que se encontraba el rey Cleómbroto.
Para cuando el centro y la derecha del ejército tebano habían avanzado lo suficiente como para enfrentarse al enemigo, el ala derecha de Esparta había sido devastada. En esa situación, y viendo a su ala derecha derrotada, el resto del ejército peloponesio, compuesto por aliados y otros combatientes con poco interés en la batalla, se retiraron y dejaron al enemigo el control del campo de batalla. Por otra parte, la llegada de un ejército de Tesalia sirvió para que un segundo ejército espartano comandado por Arquidamo II decidiera no intervenir y retirarse, mientras que los tebanos prefirieron cesar su persecución sobre los espartanos supervivientes.

## Repercusión histórica
La batalla de Leuctra tuvo una gran repercusión en la historia de Grecia y, por extensión, en la historia de Europa. Epaminondas no sólo rompió con los métodos tácticos tradicionales de su tiempo, sino que marcó una revolución en el campo de la táctica militar, creando el primer caso conocido de despliegue de la infantería en oblicuo y una de las primeras concentraciones deliberadas de tropas y ataque al enemigo en el punto vital de su formación. Las nuevas tácticas de la falange introducidas por Epaminondas supusieron el primer empleo en la historia bélica del principio moderno de superioridad local.
El uso de estas tácticas por Epaminondas fue, posiblemente, un resultado directo de la utilización de maniobras similares por Pagondas, otro tebano, en la batalla de Delio. Más adelante sería Filipo II de Macedonia, que estudió y vivió en Tebas y que sin duda recibió una gran influencia de sus tácticas militares, quien desarrollaría con gran éxito su propio acercamiento a las tácticas militares y al armamento. Su hijo, Alejandro Magno, llevaría los desarrollos militares de su padre a un nuevo nivel.
Los historiadores Victor Davis Hanson y Donald Kagan, entre otros, han argumentado que la llamada formación oblicua de Epaminondas no fue una innovación intencional y preconcebida de las tácticas de infantería, sino que fue más una inteligente respuesta ante las circunstancias. Dado que Epaminondas había incrementado la profundidad del ala izquierda hasta cincuenta líneas, el resto de sus unidades se habían quedado con menos tropas de lo normal. Como además se encontraba ya de por sí en minoría de fuerzas, no tenía otra opción que crear un menor número de compañías y hacerlas marchar en diagonal contra la mucho más larga línea espartana, con idea de poder abarcar lo más posible. Hanson y Kagan argumentan, por tanto, que la táctica tenía una finalidad principalmente dilatoria. En cualquier caso, y cualquiera que hubiera sido su motivación, el hecho es que la táctica supuso una innovación y que fue sin duda de una gran efectividad.
Los efectos políticos de la batalla fueron muy extensos: la pérdida de fuerza y prestigio que supuso para Esparta la Batalla de Leuctra, junto con la posterior derrota en la batalla de Mantinea, la depusieron definitivamente de la posición de hegemonía que había ostentado desde la guerra del Peloponeso, y la dejaron en un poder de segunda fila de entre las ciudades estado. Por otra parte, la batalla demostró que la superioridad numérica ya no era un factor desequilibrante en combate, sino todo lo contrario. La nueva táctica era tan insultantemente sencilla que sólo una mente genial podía haberla concebido. En 362 a. C.. en Mantinea volvieron a encontrarse Epaminondas y los espartanos, ahora aliados con Atenas, con idéntico resultado: una brillante victoria de Tebas que desplazaba a Esparta y Atenas del liderazgo griego. En la paz que siguió a aquel cambio de mando en Grecia llegaron a Tebas numerosos hijos de nobles enviados como lujosos rehenes, entre los cuales se encontraba Filipo, el joven hijo del rey de Macedonia que pasó su retiro tebano mostrando un gran interés por las nuevas tácticas militares.
Por último, la batalla alteró para siempre el balance de poder existente en Grecia: desapareció el poder hegemónico de Esparta y fue sustituido sólo de forma temporal por Tebas, que se vio muy debilitada tras la pérdida de sus principales líderes. Los historiadores coinciden en afirmar que este fue uno de los ingredientes que permitieron la posterior toma de control por parte de Macedonia.